# Magda Watts
Magda Watts, született Segelbaum Magda (Nyíregyháza, 1929. március 18. – 2019. március 31.)  Izraelben élő babakészítő művész.

## Életrajza
15 évesen szüleivel és testvéreivel együtt Auschwitzba deportálták. Innen 1944 késő őszén, egy transzporttal kényszermunkára Nürnbergbe hurcolták. A kényszermunkások (kb. 500 nő) embertelen körülmények között dolgoztak a Siemens gyárnak. Gyermeki fantáziája egy álomvilágban talált kiutat a borzalmak elől: Mikor rövid időre a betegszobára került, hulladékokból és rongydarabokból egy babát varrt magának. A náci felügyelőknek megtetszett a baba, aminek az lett az eredménye, hogy ezután csak babákat kellett készítenie. A nürnbergi kényszermunka idején babakészítéssel mentette meg magát az éhezéstől.
1945 februárjában Nürnberg nagy részét és ezzel együtt a Siemens-gyárat is lebombázták. Márciusban a fogolynőket a holýšovi munkatáborba szállították. Itt élte meg Magda a felszabadulást.
1951-ben kalandos utakon, Magyarországon, Ausztrián, Németországon és Olaszországon keresztül került, az időközben 19 éves, állapotos Magda, kisfiával és férjével Izraelbe. Vagyonuk nem volt és itt is az életben maradás lett a legfontosabb szempont a család életében.
A fordulópontot 1983-ban a kivándorlása utáni első magyarországi utazás hozta meg. Az emlékek hatására depresszióba esett. Lelki egyensúlyát, mint negyven évvel korábban, megint a kreativitás és a fantáziája teremtette meg: minden terv nélkül újra elkezdett babákat készíteni. Ezek a babák azok, amik visszahozták az életbe; a babák, akiket Magda kedvesen "az én kis emberkéimnek" nevezett.
1998-ban Jennifer Resnick amerikai filmrendezőnő egy dokumentációs filmet forgatott róla.
2007 óta saját weboldalon is bemutatkozik a művésznő: 

## Kiállításai
- 1988 Judaica Fair Binjane Hauma Jerusalem
- 1989 Holocoust documentation and education center; Beth Torah Congregation; JCC Fort Lauderdale / Miami
Tempel Beth Sholom Greater; Tempel Israel; Tempel kol ami colleg renuion; Hebrew Academy; The florida Chamber of Commerce / Miami
- 1990 Ramada Hotel / Miami
- 2001 Stadtarchiv Nürnberg
- 2004 Műcsarnok / Budapest ; JN / Detroit
- 2006 Jcc Dave and Mary Alper / Miami
- 2007 Congregation Beth Or Temple Sinai / Philadelphia
- 2008 Katz Jewish Community Center / New Jersey

## Külső hivatkozások
- rijo
- Spiegelonline
- testimon Verlag
- lucien krief
- Dafka Archiválva 2008. december 21-i dátummal a Wayback Machine-ben